# Sellmeiervergelijking

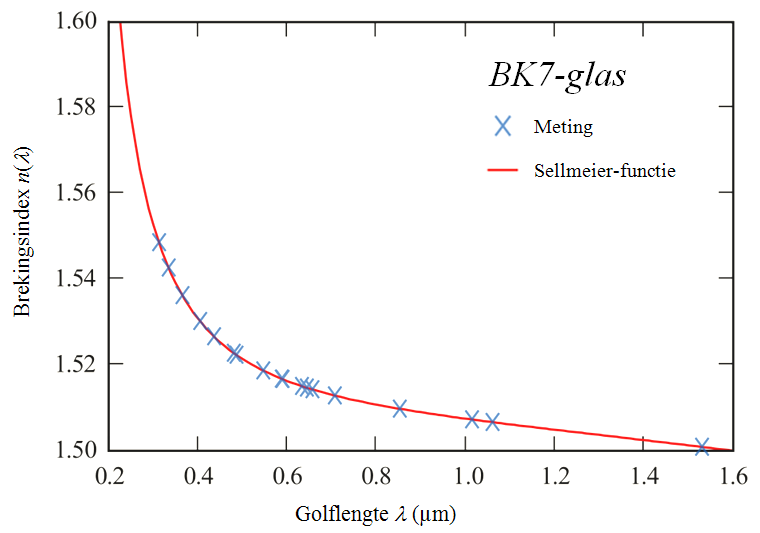
Grafiek van de Sellmeiervergelijking als een functie (rood), met aanduiding van een aantal metingen (blauw kruisjes) voor boriumsilicaat-kroonglas.

De Sellmeiervergelijking legt een empirisch verband tussen de brekingsindex n van een transparant materiaal en de gebruikte golflengte λ. De vergelijking wordt gehanteerd om de dispersie van licht in een bepaald medium te bepalen. Ze werd in 1871 voorgesteld door W. Sellmeier, gebaseerd op het werk van Augustin Louis Cauchy aan wat nu de Cauchyvergelijking heet.
De Sellmeiervergelijking geeft aan dat de brekingsindex van een bepaald niet-absorberend materiaal golflengteafhankelijk is. Men zegt dan dat het materiaal dispersief is.

## De vergelijking
De meest gebruikte vorm van de vergelijking luidt
{\displaystyle n^{2}(\lambda )=1+{\frac {B_{1}\lambda ^{2}}{\lambda ^{2}-C_{1}}}+{\frac {B_{2}\lambda ^{2}}{\lambda ^{2}-C_{2}}}+{\frac {B_{3}\lambda ^{2}}{\lambda ^{2}-C_{3}}}\,}
{\displaystyle n^{2}(\lambda )=1+\lambda ^{2}({\frac {B_{1}}{\lambda ^{2}-C_{1}}}+{\frac {B_{2}}{\lambda ^{2}-C_{2}}}+{\frac {B_{3}}{\lambda ^{2}-C_{3}}}\,)}
daarbij is:
- n de brekingsindex
- λ de golflengte van het licht in vacuüm
- B1, B2, B3, C1, C2 en C3 de experimenteel bepaalde Sellmeier-coëfficiënten (ook wel dispersieconstanten genoemd)

Zoals in de grafiek te zien is, is er bij benadering een omgekeerd evenredig verband tussen de brekingsindex en de golflengte.
De Sellmeier-coëfficiënten B zijn dimensieloos,  maar de C-coefficienten hebben de dimensie micrometer2. Als voorbeeld staan in onderstaande tabel de Sellmeier-coëfficiënten voor boriumsilicaat-kroonglas (ook bekend onder de naam BK7-glas):
| Coëfficiënt | Waarde                |
| ----------- | --------------------- |
| B1          | 1,03961212            |
| B2          | 0,231792344           |
| B3          | 1,01046945            |
| C1          | 6,00069867 × 10−3 μm2 |
| C2          | 2,00179144 × 10−2 μm2 |
| C3          | 103,560653 μm2        |

Men kan de vorm van de vergelijking veralgemenen door meer termen toe te voegen; deze algemene vorm wordt dan
{\displaystyle n^{2}(\lambda )=1+\sum _{i}{\frac {B_{i}\lambda ^{2}}{\lambda ^{2}-C_{i}}}.}
Hierbij stelt iedere term uit de som een absorptieresonantie voor van sterkte {\displaystyle B_{i}\,} bij golflengte {\displaystyle {\sqrt {C_{i}}}}.
Wanneer alle termen voor een bepaald materiaal worden gespecificeerd, dan nadert de waarde van n bij grote golflengten naar:
{\displaystyle n\approx {\sqrt {1+\sum _{i}B_{i}}}\approx {\sqrt {\varepsilon _{r}}}\,}
met εr de relatieve diëlektrische constante